# Pseudopanthera chrysopteryx
Pseudopanthera chrysopteryx là một loài bướm đêm trong họ Geometridae.